# Rhinella arenarum

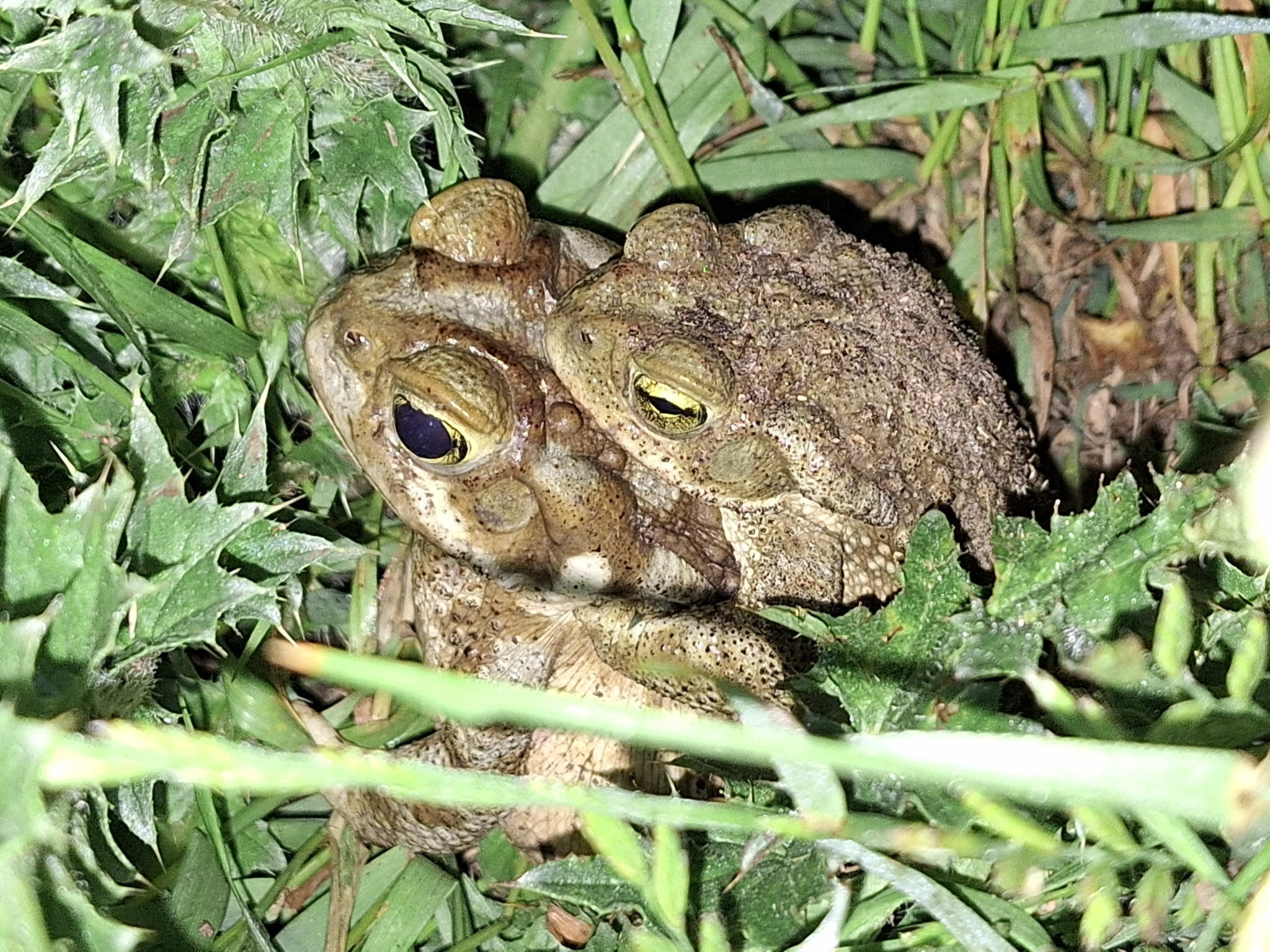
Ejemplares de Rhinella arenarum en amplexo.

El sapo argentino o sapo grande (Rhinella arenarum) es una especie de anfibio anuro que se distribuye en Sudamérica. Mide entre 11 y 14 cm. Presenta un dorso de un color marrón verdoso con verrugas y su vientre un color claro. Detrás de sus ojos posee glándulas parótidas, a través de ellas, el animal excreta un líquido blancuzco que le sirve como sistema de defensa contra sus posibles depredadores y microorganismos patógenos. Esta secreción posee una toxina llamada Bufotoxina, que es venenosa si se la ingiere, entra en contacto con alguna mucosa o con una herida abierta. Posee ojos brillantes con pupila horizontal y un color de iris que va desde amarillo oscuro hasta cobrizo. En la etapa larvaria lleva una alimentación herbívora-detritívora. En su vida adulta se alimenta de insectos (mayormente hormigas y escarabajos), aunque también ingiere lombrices.

## Ciclo de vida
En estado larval (renacuajos) respiran mediante branquias externas (o internalizadas) y residen permanentemente en agua estancada y dulce. 
Los renacuajos de los anuros carecen de patas, y poseen una larga cola con la que nadan como la mayoría de los peces, por ondulación lateral. Nacen con branquias externas, pero éstas quedan pronto internalizadas por el desarrollo del opérculo, hasta quedar encerradas en un saco branquial que comunica con el exterior solo por el espiráculo. Cuando un renacuajo alcanza la madurez necesaria, sufre una metamorfosis en la que gradualmente crecen sus patas y absorben su cola por apoptosis. Los renacuajos de los anuros son fundamentalmente herbívoros, consumiendo en mayor parte microalgas y restos de vegetales, con una especial adaptación para raer superficies, para lo que están dotados de filas de dientecillos en torno a la boca (los dientes labiales). En la práctica se comportan como omnívoros, siempre capaces de adaptarse aceptablemente a una vida carnívora, llegando unas pocas especies a practicar el canibalismo (los hermanos mayores se comen a los menores) si las condiciones son muy duras.

## Hábitat
Vive en jardines de ciudades, orillas de estanques, bosques, y demás zonas con humedad. Es un animal que hiberna, si la temperatura ambiente no es mayor a 10 °C, suele salir después de fuertes lluvias o durante la noche cuando la temperatura es fresca y el ambiente más húmedo.

## Conservación y amenazas
La amplia distribución y adaptabilidad de Rhinella arenarum no lo eximen de amenazas significativas. La pérdida y fragmentación de hábitat, principalmente por urbanización y actividades agrícolas, junto con la contaminación de cuerpos de agua, comprometen su supervivencia. El cambio climático, alterando patrones de precipitación y temperatura, afecta sus ciclos reproductivos y reduce hábitats adecuados. Sumando a esto, enfermedades emergentes como la quitridiomicosis y la explotación para diversos usos exacerban la situación. La combinación de cambio climático y contaminación resulta particularmente dañina, afectando el desarrollo de renacuajos y la salud de adultos, subrayando la urgencia de implementar medidas de conservación efectivas.

## Test de embarazo
Esta especie ha sido utilizada para la detección de embarazos. En 1947, en Argentina, se desarrolló un test (prueba de la rana) según el cual se inyectaba orina humana a un macho de la especie Rhinella arenarum. La maduración y expulsión de espermatozoides se veía estimulada en el mismo si la orina inyectada contenía hCG (gonadotropina coriónica humana). En ese caso, la prueba de embarazo era considerada positiva.